# Oravské Beskydy

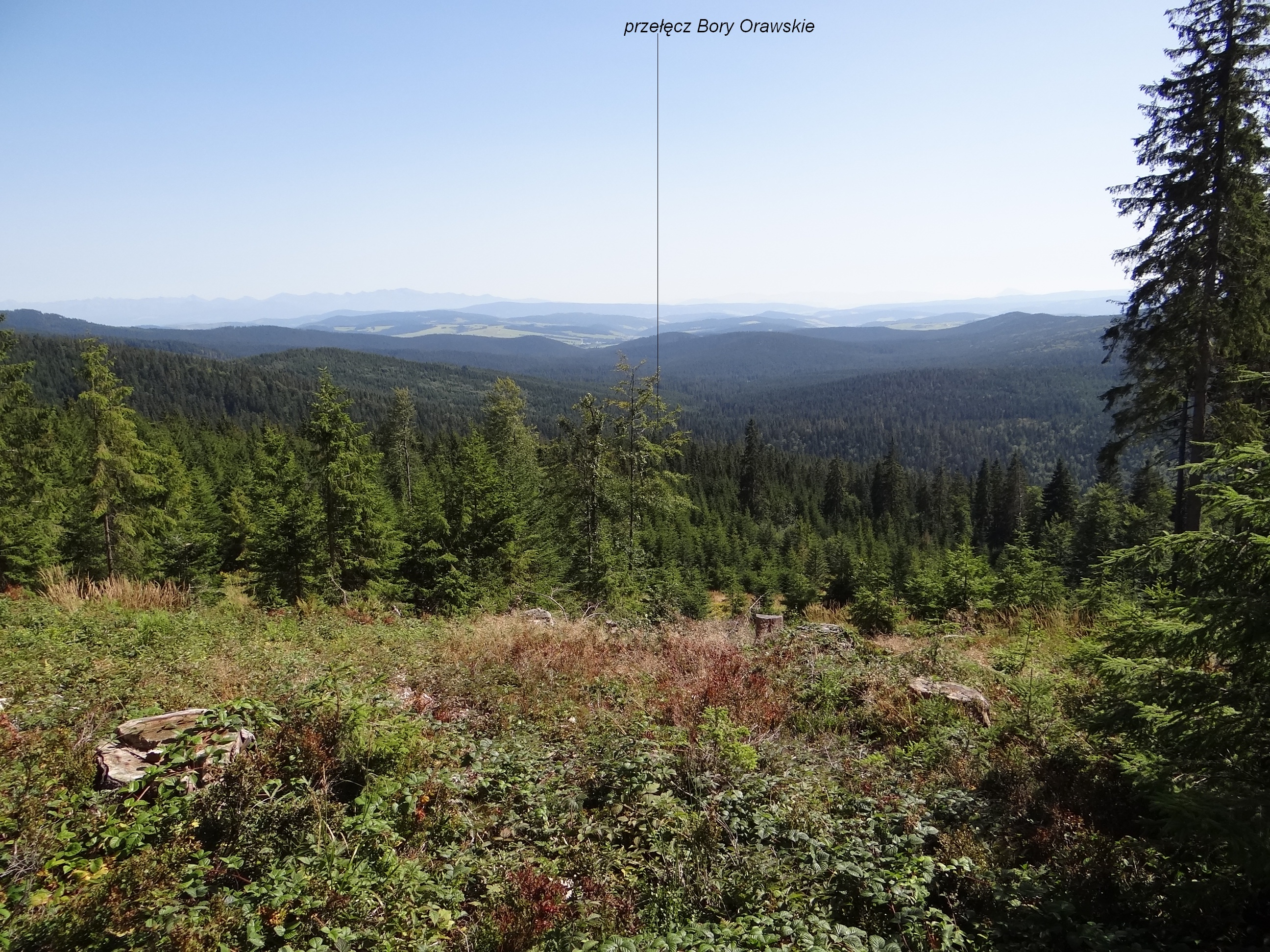
Beskidy Orawskie w rejonie przełęczy Bory Orawskie

Oravské Beskydy (pol. Beskidy Orawskie) – słowacka część pasma górskiego, które w Polsce nazywa się Beskidem Żywieckim. W istocie jest to to samo pasmo górskie, w nowej polskiej regionalizacji fizycznogeograficznej ma ono nazwę Beskid Żywiecko-Orawski. Jego głównym grzbietem przebiega Wielki Europejski Dział Wodny między zlewiskami Bałtyku i Morza Czarnego i granica polsko-słowacka. Polacy Beskid Żywiecki zaliczają do Beskidów Zachodnich, według regionalizacji słowackiej Oravské Beskydy należą do pasma Stredné Beskydy w obrębie Zewnętrznych Karpat Zachodnich (Vonkajšie Západné Karpaty).

## Topografia
Północną granicę Beskidów Orawskich tworzy główny grzbiet i granica polsko-słowacka na odcinku od przełęczy Przysłop na zachodzie po szczyt Babiej Góry na wschodzie, wschodnią granica polsko-słowacka na odcinku od szczytu Babiej Góry po Jezioro Orawskie, zachodnią spływająca spod przełęczy Przysłop Vychylovka, południową Jezioro Nová Bystrica i uchodzący do niego potok Harvelka, dalej Biała Orawa i Jezioro Orawskie.
Wyodrębnianie Beskidów Orawskich budzi często w Polsce kontrowersje, gdyż najpopularniejszy podział Jerzego Kondrackiego w ogóle ich nie wyróżnia, traktując je jako część Beskidu Żywieckiego (podobnie jak nie wyróżnia także Beskidów Kysuckich). W polskich przewodnikach turystycznych Beskidy Orawskie opisywane są często łącznie z Beskidem Żywieckim, Słowacy jednak uznają je za osobne pasmo górskie, natomiast Beskidem Żywieckim określają tylko tereny leżące po polskiej stronie granicy.

## Ludność
Beskidy Orawskie znajdują się w historyczno-etnograficznym regionie zwanym Orawą. Obecnie w obrębie Beskidów Orawskich znajdują się 3 miejscowości tego regionu: Nová Bystrica, Orawska Leśna i Novoť. Ich ludność jest pochodzenia głównie polskiego, przez wieki osadnictwa uległa jednak zesłowacczeniu i obecnie jej mieszkańcy uważają się za Słowaków. Zachowali jednak odrębną gwarę i przez rdzennych Słowaków uważani są za górali. Ludowy folklor i stroje prezentowane są już tylko przez regionalne zespoły folklorystyczne.

## Budowa geologiczna
Beskidy Orawskie zbudowane są z fliszu karpackiego. Charakterystyczne dla tego typu gór jest powstawanie osuwisk oraz schronów i jaskiń. Osuwiska występują np. na zachodnich stokach przełęczy Bory Orawskie. Na południowych stokach Małej Babiej Góry jest jaskinia Złota Studnia. Występują też źródła wód mineralnych, najbardziej znanym z nich jest Słona Woda w Orawskiej Półgórze.

## Przyroda
Góry Beskidów Orawskich w większości porośnięte są lasami. Bezleśne, zajęte przez pola i zabudowania miejscowości Orawy są jedynie doliny rzek i potoków. Większa część obszaru wchodzi w skład Obszaru Chronionego Krajobrazu „Górna Orawa” (Chránená Krajinná Oblast „Horná Orava), który jest odpowiednikiem Żywieckiego Parku Krajobrazowego na polskiej stronie. Charakterystyczną cechą Beskidów Orawskich jest występowanie w dolinach torfowisk i młak. Na najbardziej cennych przyrodniczo obszarach utworzono rezerwaty przyrody:
- Babia hora – rezerwat na południowych stokach Babiej Góry i Małej Babiej Góry (na wysokości powyżej 1200 m), przylegający do Babiogórskiego Parku Narodowego
- Beňadovské rašelinisko – torfowisko w okolicach wsi Benedyków (Beňadovo)
- Hviezdoslavova aleja – świerkowa aleja u podnóży Babiej Góry
- Jelešňa – rezerwat na potoku Jelešňa uchodzącym do Jeziora Orawskiego. Chronione w nim jest siedlisko życia wydr
- Klinské rašelinisko – rezerwat w południowej części wsi Klin, chroniący roślinność torfowiskową i związane z nią zwierzęta
- Mutňanské rašelinisko – rezerwat w północnej części wsi Mútne, chroniący roślinność torfowiskową
- Pilsko – duży rezerwat o powierzchni 809 ha na południowych stokach góry Pilsko i Mechy. Obejmuje obszary powyżej 1110 m i z górnoreglowym lasem świerkowym i przylega do polskiego rezerwatu
- Slanický ostrov – położony jest na wysepce na Jeziorze Orawskim. Obejmuje cały jej obszar, w tym aleję lipowa prowadzącą do kościoła znajdującego się na wyspie
- Spálený grúnik – rezerwat poniżej przełęczy Bory Orawskie chroniący torfowisko wraz z rosnącym na nim lasem świerkowym i ziołoroślami borowinowo-torfowiskowymi
- Ťaskovka – niewielki rezerwat w miejscowości Klin. Ochronie podlegają tutaj trawertynowe skały i rosnące na nich chronione gatunki roślin
- Vtáči ostrov – niewielka wysepka na Jeziorze Orawskim będąca naturalną ostoją ptactwa wodnego